# Strophanthus gardeniiflorus
Strophanthus gardeniiflorus är en oleanderväxtart som beskrevs av Ernest Friedrich Gilg. Strophanthus gardeniiflorus ingår i släktet Strophanthus och familjen oleanderväxter. Inga underarter finns listade i Catalogue of Life.